# Sinularia fishelsoni
Sinularia fishelsoni är en korallart som beskrevs av Verseveldt 1970. Sinularia fishelsoni ingår i släktet Sinularia och familjen läderkoraller. Inga underarter finns listade i Catalogue of Life.